# Sleumerodendron austrocaledonicum
Sleumerodendron austrocaledonicum är en tvåhjärtbladig växtart som först beskrevs av Brongn. & Gris, och fick sitt nu gällande namn av Virot. Sleumerodendron austrocaledonicum ingår i släktet Sleumerodendron och familjen Proteaceae. Inga underarter finns listade i Catalogue of Life.